# Elena Bogdan
Elena Bogdan (Craiova, 28 maart 1992) is een tennisspeelster uit Roemenië. Zij begon met tennis toen zij zeven jaar oud was. Haar favoriete ondergrond is gravel. Zij speelt linkshandig en heeft een tweehandige backhand.
In 2008 stond zij in de finale van het meisjesenkelspel op Roland Garros – zij verloor van landgenote Simona Halep. Het jaar erop won zij de dubbelspeltitel bij de junioren op Roland Garros, samen met de Thaise Noppawan Lertcheewakarn.
In juli 2014 won zij de dubbelspeltitel op het WTA-toernooi van Boekarest, samen met landgenote Alexandra Cadanțu.

## Loopbaan

### Enkelspel
Bogdan debuteerde in 2006 op het ITF-toernooi van Galați (Roemenië). Zij stond in 2008 voor het eerst in een finale, op het ITF-toernooi van Boekarest (Roemenië) – zij verloor van landgenote Simona Halep. In 2009 veroverde Bogdan haar eerste titel, op het ITF-toernooi van Boekarest, door landgenote Simona Matei te verslaan. In totaal won zij vier ITF-titels, de laatste in 2014 in Galați (Roemenië).
In 2013 kwalificeerde Bogdan zich voor het eerst voor een WTA-hoofdtoernooi, op het toernooi van Bad Gastein. Tot op hedenjuli 2014 bereikte zij nog geen WTA-finale.
Haar hoogste positie op de WTA-ranglijst is de 151e plaats, die zij bereikte in 18 juli 2011.

### Dubbelspel
Bogdan behaalde in het dubbelspel betere resultaten dan in het enkelspel. Zij debuteerde in 2006 op het ITF-toernooi van Galați (Roemenië) samen met landgenote Elena Andrei. Zij stond in 2008 voor het eerst in een finale, op het ITF-toernooi van Sandanski (Bulgarije), samen met de Oekraïense Aljona Sotnikova – zij verloren van het duo Laura-Ioana Andrei en Sylwia Zagórska. In 2010 veroverde Bogdan haar eerste titel, op het ITF-toernooi van Boekarest (Roemenië), samen met landgenote Irina-Camelia Begu, door het Argentijnse koppel María Irigoyen en Florencia Molinero te verslaan. In totaal won zij veertien ITF-titels, de laatste in 2013 in Bad Saulgau (Duitsland).
In 2011 kwalificeerde Bogdan zich voor het eerst voor een WTA-hoofdtoernooi, op het toernooi van Bogota, samen met landgenote Irina-Camelia Begu. Zij bereikten er de tweede ronde. Zij stond in 2014 voor het eerst in een WTA-finale, op het toernooi van Boekarest, samen met landgenote Alexandra Cadanțu – hier veroverde zij haar eerste titel, door het koppel Çağla Büyükakçay en Karin Knapp te verslaan.
Haar hoogste positie op de WTA-ranglijst is de 96e plaats, die zij bereikte in oktober 2011.

## Posities op deWTA-ranglijst
Positie per einde seizoen:
| jaartal | ranking enkelspel | ranking dubbelspel |
| ------- | ----------------- | ------------------ |
| 2013    | 529               | 141                |
| 2012    | 268               | 124                |
| 2011    | 198               | 96                 |
| 2010    | 201               | 171                |
| 2009    | 466               | 936                |
| 2008    | 875               | –                  |
| 2007    | 788               | 1010               |

## Palmares
| Legenda                 |
| ----------------------- |
| Grandslamtoernooi       |
| Olympische Spelen       |
| Year-End Championships  |
| Premier Mandatory       |
| Premier Five / WTA 1000 |
| Premier / WTA 500       |
| International / WTA 250 |
| Challenger / WTA 125    |

### WTA-finaleplaatsen enkelspel
Bogdan stond nog niet in een WTA-enkelspelfinale.

### WTA-finaleplaatsen vrouwendubbelspel
| nr.              | finaledatum | toernooi      | ondergrond | partner           | tegenstandsters              | score            |         |
| ---------------- | ----------- | ------------- | ---------- | ----------------- | ---------------------------- | ---------------- | ------- |
| Gewonnen finales |             |               |            |                   |                              |                  |         |
| 1.               | 2014-07-13  | WTA Boekarest | gravel     | Alexandra Cadanțu | Çağla Büyükakçay Karin Knapp | 6-4, 3-6, [10-5] | details |
| Verloren finales |             |               |            |                   |                              |                  |         |
| Geen             |             |               |            |                   |                              |                  |         |